# Avenida Poznań
Avenida Poznań (pierwotna nazwa Poznań City Center) – centrum handlowe przy dworcu kolejowym i autobusowym w Poznaniu. Główne wejście do galerii znajduje się od strony ronda Szczęśliwej Podróży.

## Charakterystyka
Stanowi część Zintegrowanego Centrum Komunikacyjnego. Pod jednym dachem znajdują się nowy dworzec kolejowy i autobusowy, centrum handlowe oraz 3-poziomowy parking dla 1500 samochodów. Powierzchnia centrum to ponad 60 tys. m², w 250 sklepach zatrudnienie znalazło ok. 2,5 tys. osób. Czynne od poniedziałku do niedzieli w godzinach od 9:00 do 21:00. 

## Historia
Centrum zostało oddane do użytku 25 października 2013. Realizacja otrzymała tytuł Makabryły roku 2013 – polską antynagrodę w zakresie architektury. W marcu 2014 obiekt został kupiony przez dwie spółki: Resolution Real Estate Fund IV i Prime European Shopping Centre Fund. Prawdopodobna cena zakupu oscylowała wokół miliarda złotych.
W nocy z 24 na 25 kwietnia 2014 w centrum oderwał się fragment podwieszanego sufitu o wielkości około 300 m², co spowodowało zamknięcie całego obiektu. Centrum wznowiło pracę (z wyłączeniem części drugiego piętra) 8 maja 2014.
W listopadzie 2016 centrum zmieniło swoją dotychczasową nazwę – Poznań City Center – na obecną, jednakże ze względu na charakterystyczną bryłę budynku, wśród mieszkańców miasta dominuje nazwa „Chlebak”.